# カコイーシーズ
カコイーシーズ（Cacoethes）は、アメリカ生まれの競走馬で、引退後は日本で繋養されていた種牡馬である。名前の由来はラテン語のCacoethes(カコエテス=抑えがたい衝動）から。

## 経歴

### 出自
カリフォルニア州の生産者、スターク夫妻の生産したサラブレッドの牡馬である。1987年のキーンランドのイヤリングセールにおいて上場されたカコイーシーズは、購買代理人のジェームズ・デラホークに225,000ドルで落札された。その後ガイ・ハーウッド調教師のもとに預けられたカコイーシーズは当初ポール・ロックに所有されていたが、2歳シーズンが始まる前にハリソン夫人に購入された。

### 競走馬時代

#### 2歳、3歳
1988年は1戦のみの出走で、デビュー戦となったアスコット競馬場10月のオータムステークスに11/1（単勝12倍）のオッズで出走、勝ち馬ナシュワンから5馬身半差離された3着だった。
1989年、この年の初戦は、4月24日のプリンセスオブウェールズグラデュエーションステークスであった。この競走でカコイーシーズは5/6（単勝約1.83倍）のオッズで1番人気に支持され、2着馬に7馬身差をつける圧勝で初勝利を挙げた。続くダービートライアルステークス（G3・芝12ハロン）ではそれまで無敗できたプライベートアーミーという馬が1番人気になっていて、カコイーシーズは2番人気であった。この競走でカコイーシーズは終始先頭を譲らず、2着のプライベートアーミーに4馬身差をつけて楽勝、重賞初勝利を挙げた。
6月7日、ダービーステークス（G1・芝12ハロン）では3/1（単勝4倍）のオッズでナシュワンに次ぐ2番人気だったが、ナシュワンに敗れ3着だった。 ダービー後は2週間後のキングエドワード7世ステークス（G3）では再び1番人気に支持され、これをパット・エデリー鞍上のもと2着馬に3/4馬身差をつけて制した。続くキングジョージ6世&クイーンエリザベスダイヤモンドステークス（G1）に挑むが、再びナシュワンに今度はクビ差で及ばず2着だった。さらに続くインターナショナルステークス（G1）も2着で、凱旋門賞では2番人気となるが14着という結果に終わった。

#### 4歳
1990年、この年は4月のグレアムステークスから始動したが1番人気で4着だった。2年連続出走となったキングジョージ6世&クイーンエリザベスダイヤモンドステークスも4着、2か月間隔を空けて出走したカンバーランドロッジステークス（G3）で2着と勝ちきれなかった。
その後アメリカに遠征し、遠征初戦のターフクラシック（G1）を制しG1初勝利を挙げた。しかし続くブリーダーズカップターフ（G1）では9着だった。11月にはジャパンカップに出走するために初来日を果たし、中央競馬初出走となったレースでは、3番人気で3着となり、このレースを最後に競走馬を引退することになった。

## 年度別繁殖成績表
| 年     | 出走 | 出走 | 勝利 | 勝利 | 勝利 | AEI  | 収得賞金        |
| 年     | 頭数 | 回数 | 頭数 | 回数 | 順位 | AEI  | 収得賞金        |
| ------ | ---- | ---- | ---- | ---- | ---- | ---- | --------------- |
| 1994年 | 5    | 19   | 3    | 4    | 317  | 0.78 | 3381万5000円    |
| 1995年 | 26   | 135  | 6    | 9    | 110  | 0.71 | 1億5988万8000円 |
| 1996年 | 36   | 165  | 15   | 26   | 35   | 1.21 | 3億8394万7000円 |
| 1997年 | 36   | 235  | 15   | 16   | 45   | 1.15 | 3億6254万8000円 |
| 1998年 | 40   | 239  | 22   | 28   | 40   | 1.15 | 3億9831万8000円 |
| 1999年 | 39   | 205  | 39   | 19   | 61   | 0.86 | 2億8302万2000円 |
| 2000年 | 40   | 189  | 11   | 13   | 76   | 0.68 | 2億2222万2000円 |
| 2001年 | 37   | 175  | 12   | 14   | 78   | 0.80 | 2億2548万5000円 |
| 2002年 | 31   | 140  | 7    | 8    | 98   | 0.69 | 1億5566万3000円 |
| 2003年 | 17   | 88   | 7    | 10   | 94   | 1.25 | 1億4826万1000円 |
| 2004年 | 25   | 94   | 3    | 5    | 113  | 0.68 | 1億1507万1000円 |
| 2005年 | 25   | 98   | 5    | 5    | 124  | 0.56 | 9340万6000円    |
| 2006年 | 18   | 67   | 2    | 4    | 178  | 0.43 | 5035万円        |
| 2007年 | 24   | 88   | 3    | 5    | 133  | 0.51 | 7966万1000円    |
| 通算   | 399  | 1937 | 150  | 166  | -    | -    | -               |

※2007年終了時点。

## 種牡馬時代
引退後は日本で種牡馬入りした。コンサートボーイを始め地方競馬で多くの活躍馬を輩出している。2007年限りでシンジケートが解散されたが、健康状態や受胎率などは問題がなく引き続きトヨサトスタリオンセンターで種牡馬を続けることになった。
後継種牡馬としてコンサートボーイとエスプリシーズが種牡馬入りしている。
2009年9月11日に心臓麻痺のため死亡した。

### 主な産駒
太字はGI・JpnI競走を示す
- 1992年産
  - コンサートボーイ（帝王賞、マイルグランプリ、東京記念、金盃、報知グランプリカップ）
- 1993年産
  - シンコウリーダー（ステイヤーズカップ）
  - キタサンシーズン（埼玉新聞杯）
- 1994年産
  - シーズプリンセス（ファンタジーステークス）
  - カコイサンデー（高知県知事賞）
- 1995年産
  - ロングイカロス（小倉サマージャンプ）
  - ユニティステージ（トゥインクルレディー賞、京成盃グランドマイラーズ）
- 1996年産
  - エビスジャパン（黒潮盃）
- 1998年産
  - ナミ（エーデルワイス賞、桜花賞、東京プリンセス賞、トゥインクルレディー賞、ゴールデンティアラ賞、スーパーチャンピオンシップ）
- 1999年産
  - エスプリシーズ（川崎記念、東京湾カップ、船橋記念、京成盃グランドマイラーズ、報知オールスターカップ）
  - プルザトリガー（エンプレス杯、トゥインクルレディー賞、TCKディスタフ）
- 2002年産
  - メイプルエイト（金盃）
- 2003年産
  - ミスジョーカー（東京シンデレラマイル）
  - アスターバジル（黒潮盃）
- 2004年産
  - エスプリベン（報知オールスターカップ）
  - プラネットワールド（建依別賞）
- 2005年産
  - ヴァイタルシーズ（ハイセイコー記念）
  - ミスティックダイヤ（道営スプリント）
- 2006年産
  - ツクシヒメ（TCKディスタフ）
  - アラベスクシーズ（北海優駿）
- 2007年産
  - コウユーヒーロー（たんぽぽ賞）
  - ウィークリーショウ（鞆の浦賞）
- 2008年産
  - ピエールタイガー（北海優駿、マイルグランプリ）

### 母父としての主な産駒

#### グレード制重賞優勝馬
- 2003年産
  - テイエムエース（東京ハイジャンプ）- 父テイエムオペラオー
- 2004年産
  - タマモグレアー（京都ハイジャンプ）- 父ジェニュイン
- 2005年産
  - マサノミネルバ（エーデルワイス賞）- 父ラムタラ
- 2008年産
  - ナカヤマナイト（共同通信杯、オールカマー、中山記念）- 父ステイゴールド
- 2012年産
  - キタサンサジン（東京スプリント）- 父サウスヴィグラス
- 2014年産
  - サブノジュニア（JBCスプリント）- 父サウスヴィグラス
- 2017年産
  - ウインマイティー（マーメイドステークス）- 父ゴールドシップ

## 血統表
| カコイーシーズの血統（レイズアネイティヴ系／Nasrullah3×4=18.75%、Bull Lea5×5=6.25%、Bull Dog(Sir Gallahad III)5×5=6.25%） | カコイーシーズの血統（レイズアネイティヴ系／Nasrullah3×4=18.75%、Bull Lea5×5=6.25%、Bull Dog(Sir Gallahad III)5×5=6.25%） | カコイーシーズの血統（レイズアネイティヴ系／Nasrullah3×4=18.75%、Bull Lea5×5=6.25%、Bull Dog(Sir Gallahad III)5×5=6.25%） | （血統表の出典）      | （血統表の出典） |
| 父 Alydar 1975 栗毛 | 父の父Raise a Native 1961 栗毛                                                                                            | Native Dancer | Polynesian            | Polynesian       |
| 父 Alydar 1975 栗毛 | 父の父Raise a Native 1961 栗毛                                                                                            | Native Dancer | Geisha                |                  |
| 父 Alydar 1975 栗毛 | 父の父Raise a Native 1961 栗毛                                                                                            | Raise You | Case Ace              | Case Ace         |
| 父 Alydar 1975 栗毛 | 父の父Raise a Native 1961 栗毛                                                                                            | Raise You | Lady Glory            |                  |
| 父 Alydar 1975 栗毛 | 父の母Sweet Tooth 1965 鹿毛                                                                                               | On-and-On | Nasrullah             | Nasrullah        |
| 父 Alydar 1975 栗毛 | 父の母Sweet Tooth 1965 鹿毛                                                                                               | On-and-On | Two Lea               |                  |
| 父 Alydar 1975 栗毛 | 父の母Sweet Tooth 1965 鹿毛                                                                                               | Plum Cake | Ponder                | Ponder           |
| 父 Alydar 1975 栗毛 | 父の母Sweet Tooth 1965 鹿毛                                                                                               | Plum Cake | Real Delight          |                  |
| 母 Careless Notion 1970 鹿毛                                                                                              | 母の父Jester 1955 鹿毛 | Tom Fool | Menow                 | Menow            |
| 母 Careless Notion 1970 鹿毛                                                                                              | 母の父Jester 1955 鹿毛 | Tom Fool | Gaga                  |                  |
| 母 Careless Notion 1970 鹿毛                                                                                              | 母の父Jester 1955 鹿毛 | Golden Apple | Eight Thirty          | Eight Thirty     |
| 母 Careless Notion 1970 鹿毛                                                                                              | 母の父Jester 1955 鹿毛 | Golden Apple | Thorn Apple           |                  |
| 母 Careless Notion 1970 鹿毛                                                                                              | 母の母Miss Uppity 1956 鹿毛                                                                                               | Nasrullah | Nearco                | Nearco           |
| 母 Careless Notion 1970 鹿毛                                                                                              | 母の母Miss Uppity 1956 鹿毛                                                                                               | Nasrullah | Mumtaz Begum          |                  |
| 母 Careless Notion 1970 鹿毛                                                                                              | 母の母Miss Uppity 1956 鹿毛                                                                                               | Nursery School | Count Gallahad        | Count Gallahad   |
| 母 Careless Notion 1970 鹿毛                                                                                              | 母の母Miss Uppity 1956 鹿毛                                                                                               | Nursery School | Kindergarten F-No.2-e |                  |